# Andika Perkasa
 (juillet 2023).
Muhammad Andika Perkasa, né le 21 décembre 1964 à Bandung sur l'île de Java en Indonésie, est un général Indonésien,.

## Biographie
Auparavant, il était le 21e commandant des forces armées nationales indonésiennes. Il est nommé par le président indonésien, Joko Widodo en novembre 2021, en remplacement du marshal Hadi Tjahjanto à la retraite.
Après s'être évanoui de l'académie militaire indonésienne en 1987, il commence sa carrière dans l'infanterie et est nommé pour la première fois dans le 2e groupe paratrooper commandos commandement des forces spéciales de l'armée en 1987. Il poursuit ensuite ses études aux États-Unis pendant huit ans. Il devient le commandant de la force de sécurité présidentielle en 2014 et connaît une ascension rapide tout au long de sa carrière, occupant des postes importants et stratégiques et étant promu d'une étoile de brigadier général à un quatre étoiles de général en à peine cinq ans.[réf. nécessaire]